# セイニ・ウマル
セイニ・ウマル（Seyni Oumarou, 1950年8月9日 - ）は、ニジェールの政治家、首相。中道右派政党の社会発展国民運動(MNSD)議長（党首）。
西部のティラベリ州の州都ティラベリ出身で、所属民族はジェルマ族。MNSDのティラベリ州支部長、およびMNSD本部の国家政治局副局長を務めている。
- ニジェールの首相

## 国営企業の社長
1987年に国営企業ニジェール新聞変革事業(ENITRAP)の社長に就任。1995年には当時の首相であったハマ・アマドゥ(第一次アマドゥ内閣)の特別顧問となった。1996年にイブライム・バレ・マイナサラ陸軍参謀長率いるクーデターで第一次アマドゥ内閣は崩壊したが、ウマルは1998年までENITRAP社長を務め、政界とのコネクションを持ち続けた。

## 政界入り
1999年4月、大統領警護隊のダオダ・マラム・ワンケ隊長がクーデターを起こし、ニアメのディオリ・アマニ国際空港でマイナサラ大統領を殺害。国家和解評議会と称する軍事政権が樹立されたが、ウマルはその貿易・工業相に就任した。だが同年10月には大統領選が行なわれ、MNSDのタンジャ・ママドゥが当選。12月にはママドゥ大統領によりアマドゥが首相に再任され、民政移管後の2000年1月には第二次アマドゥ内閣が発足した。軍事政権からアマドゥ内閣へと移行する中で、ウマルは貿易・工業相の職に留まり、主に国営企業の民営化を中心とした政策を実施した。また、閣僚としての経験をつむにつれ、保健衛生、風土病対策、手工業、病院改革など、多くの分野で政策を手がけていった。そして2004年11月から12月にかけて行なわれた議会選では、MNSDは第1党を維持したものの過半数には届かず、民主社会会議(CDS)との連立内閣を組むこととなった。この中でウマルは、内閣ナンバー3の設備担当相に就任した。内閣ナンバー2の国務相の座をCDSのアブドゥ・ラボに占められ、それに対する睨みを利かせるという重要な役割を担った。

## 首相へ
2007年5月、ニジェール民主社会主義党(PNSD)などの野党勢力により、アマドゥ内閣に対する内閣不信任決議案が提出された。これは、教育基金の資金をアマドゥ首相が横領したという主張の元に出された決議案で、野党勢力のみならず、連立相手のCDSからも非難された。同年5月31日、内閣不信任決議案は可決され、6月7日にアマドゥ内閣は正式に崩壊した。ママドゥ大統領は同日、ウマルを新首相に任命し、組閣を要請したが、これは設備担当相として政権の高位にあり、なおかつMNSDの党員であるという立場を買われてのものだった。6月9日、ウマルを含む32名の閣僚を抱えるウマル内閣が発足した。
ウマルは国営企業の民営化、インフラ整備、保健事業の拡大、そして反政府勢力に対する厳しい対決姿勢を示し、首相の就任宣誓を行なった。2008年11月には、MNSD議長に就任した。
ウマルは2009年10月20日に予定されている議会選に出馬するため、同年9月23日に辞職。正式な後任首相は即座には任命されず、アルバーデ・アブーバ内相兼MNSD書記長が首相代行を務めることとなったが、第二次アマドゥ内閣で財務相を務めたアリー・バジョ・ガマティエ(MNSD党員)が10月2日に正式な後任首相に就任した。